# Quần đảo Marías
Islas Marías ("Quần đảo Maria") là một quần đảo (gồm bốn hòn đảo chính) thuộc chủ quyền México. Chúng nằm trong Thái Bình Dương, cách bờ biển bang Nayarit chừng 100 km (62 mi). Đây là một phần của municipio San Blas, Nayarit. Tính đến  năm 2011, quần đảo vẫn được sử dụng làm nơi trừng phạt, với nhà tù liên bang Islas Marias nằm trên quần đảo.
Năm 2010, quần đảo được UNESCO sắp đặt làm một phần của khu dự trữ sinh quyển Islas Marías.

## Địa lý
Quần đảo có tổng diện tích 244,970 km². Có 1.116 người sống trên Isla María Madre theo thống kê 2005. Những đảo khác không có người ở. Điểm dân cư chính là Puerto Balleto, với dân số 602 người.
Isla María Madre là đảo rộng nhất, với diện tích bề mặt 145,282 km². Trên đó có nhà tù liên bang Islas Marías, lập ra từ năm 1905. Hai hòn đảo lớn kế tiếp là Isla María Magdalena (70.440 km²) và Isla María Cleofas (19,818 km²) nằm xa hơn về phía nam. Ba đảo này được lấy tên theo ba người phụ nữ tên Maria trong Tân Ước: Maria, mẹ của Jesus, Maria Madalena, và Maria, vợ của Cleopas; mang danh là Tres Marias (Ba Maria). Đảo nhỏ hơn cả, Isla San Juanito, chỉ rộng 9,105 km², nằm ngay phía bắc Isla María Madre.
Những hòn đảo được liệt kê theo chiều từ trên xuống dưới trong bảng dưới:
| Đảo và đảo đá   | Diện tích km² | Độ cao m | Vị trí                                          |
| --------------- | ------------- | -------- | ----------------------------------------------- |
| San Juanito     | 9,105         | .        | 21°44′48″B 106°40′41″T / 21,74667°B 106,67806°T |
| Piedra El Morro | 0,060         | .        | 21°44′17″B 106°42′11″T / 21,73806°B 106,70306°T |
| María Madre     | 145,282       | 616      | 21°36′57″B 106°34′42″T / 21,61583°B 106,57833°T |
| Isla Don Boni   | 0,025         | .        | 21°32′30″B 106°32′0″T / 21,54167°B 106,53333°T  |
| María Magdalena | 70,440        | 457      | 21°27′44″B 106°25′48″T / 21,46222°B 106,43°T    |
| María Cleofas   | 19,818        | 402      | 21°18′44″B 106°14′51″T / 21,31222°B 106,2475°T  |
| Piedra Blanca   | 0,172         | .        | 21°19′1″B 106°17′9″T / 21,31694°B 106,28583°T   |
| Roca Blanca     | 0,034         | .        | 21°17′44″B 106°16′7″T / 21,29556°B 106,26861°T  |
| Unnamed Rock    | 0,034         | .        | 21°17′52″B 106°16′35″T / 21,29778°B 106,27639°T |
| Islas Marías    | 244,970       | 616      | 21°32′B 106°28′T / 21,533°B 106,467°T           |

Người châu Âu đầu tiên khám phá ra nơi này là Diego Hurtado de Mendoza, cháu họ của Hernán Cortés, vào năm 1532. Ông cũng là người đặt cho quần đảo cái tên Islas Magdalenas. Diego Hurtado de Mendoza không tìm thấy dấu vết của người bản xứ tại đây.
Ngoài tù nhân, trên đảo Maria Madre còn có nhân viên thuộc nhiều cơ quan khác nhau của chính quyền liên bang, như Secretaría de Educación Pública, Secretaría del Medio Ambiente y Recursos Naturales, Secretaría de Comunicaciones y Transportes, Correos de México, và Secretaría de la Marina. Một nhóm dân cư nữa là mục sư và tu sĩ Công giáo La Mã, cùng giáo viên, kĩ thuật viên được triệu hồi đến đây.

## Điểm dân cư
Mọi điểm dân cư ở Islas Marías đều nằm trên Isla María Madre. Những nơi này được liệt kê theo chiều từ bắc xuống nam:
| Điểm dân cư                                 | Dân số (Census 2005) | Vị trí                                          |
| ------------------------------------------- | -------------------- | ----------------------------------------------- |
| Punta el Morro                              | -                    | 21°41′45″B 106°39′19″T / 21,69583°B 106,65528°T |
| Venustiano Carranza (Serradero, Aserradero) | -                    | 21°40′45″B 106°36′45″T / 21,67917°B 106,6125°T  |
| Campamento Cica (Bugambilias)               | 190                  | 21°40′15″B 106°37′45″T / 21,67083°B 106,62917°T |
| Campamento Nayarit                          | 51                   | 21°39′0″B 106°32′20″T / 21,65°B 106,53889°T     |
| Campamento Rehilete                         | 71                   | 21°38′44″B 106°32′29″T / 21,64556°B 106,54139°T |
| Puerto Balleto (Isla María Madre)           | 602                  | 21°37′58″B 106°32′21″T / 21,63278°B 106,53917°T |
| Zacatal                                     | -                    | 21°37′44″B 106°35′26″T / 21,62889°B 106,59056°T |
| Camarón                                     | -                    | 21°37′26″B 106°37′55″T / 21,62389°B 106,63194°T |
| Campamento Hospital (Veinte de Noviembre)   | 53                   | 21°37′34″B 106°31′55″T / 21,62611°B 106,53194°T |
| Las Antenas                                 | 2                    | 21°37′15″B 106°36′18″T / 21,62083°B 106,605°T   |
| Campamento Morelos (José María Morelos)     | 98                   | 21°36′4″B 106°30′47″T / 21,60111°B 106,51306°T  |
| Campamento San Juan Papelillo               | 18                   | 21°35′30″B 106°36′26″T / 21,59167°B 106,60722°T |
| Borbollón (Borbollones)                     | -                    | 21°34′15″B 106°31′0″T / 21,57083°B 106,51667°T  |
| Campamento Laguna del Toro                  | 31                   | 21°34′8″B 106°32′37″T / 21,56889°B 106,54361°T  |
| Punta Halcones                              | -                    | 21°32′45″B 106°32′30″T / 21,54583°B 106,54167°T |
| Isla María Madre                            | 1116                 | 21°36′57″B 106°34′42″T / 21,61583°B 106,57833°T |

Mỗi điểm dân cư có hoạt động kinh tế khác nhau. Điểm dân cư chính là Puerto Balleto, nơi có những cơ quan hành chính, giao thương và giải trí. Nó được chia thành bốn jefatura Lưu trữ ngày 3 tháng 3 năm 2016 tại Wayback Machine:
1. Balleto, 21°38′2″B 106°32′21″T / 21,63389°B 106,53917°T
2. Bellavista, 21°38′19″B 106°32′30″T / 21,63861°B 106,54167°T
3. Unit Habitacional Miguel Hidalgo (UHMH), 21°38′13″B 106°32′26″T / 21,63694°B 106,54056°T
4. Primero de Mayo, 21°38′20″B 106°32′23″T / 21,63889°B 106,53972°T